# Sainte-Hélène (Saona y Loira)
 Sainte-Hélène  es una población y comuna francesa, en la región de Borgoña, departamento de Saona y Loira, en el distrito de Chalon-sur-Saône y cantón de Buxy.

## Demografía
| 261 | 219 | 220 | 293 | 289 | 399 |
| Para los censos de 1962 a 1999 la población legal corresponde a la población sin duplicidades (Fuente: INSEE [Consultar]) |     |     |     |     |     |